# Kryssningsfartyg under covid-19-pandemin
Kryssningsfartyg hamnade i en speciell situation under covid-19-pandemin. Med sina många, ofta äldre passagerare samlade på en liten yta löper kryssningsfartyg risk att drabbas av utbrott av smittsamma sjukdomar. Under covid-19-pandemin har sjukdomen spridits ombord på ett antal fartyg, som därför ofta förbjudits att lägga till i olika hamnar i många länder. 

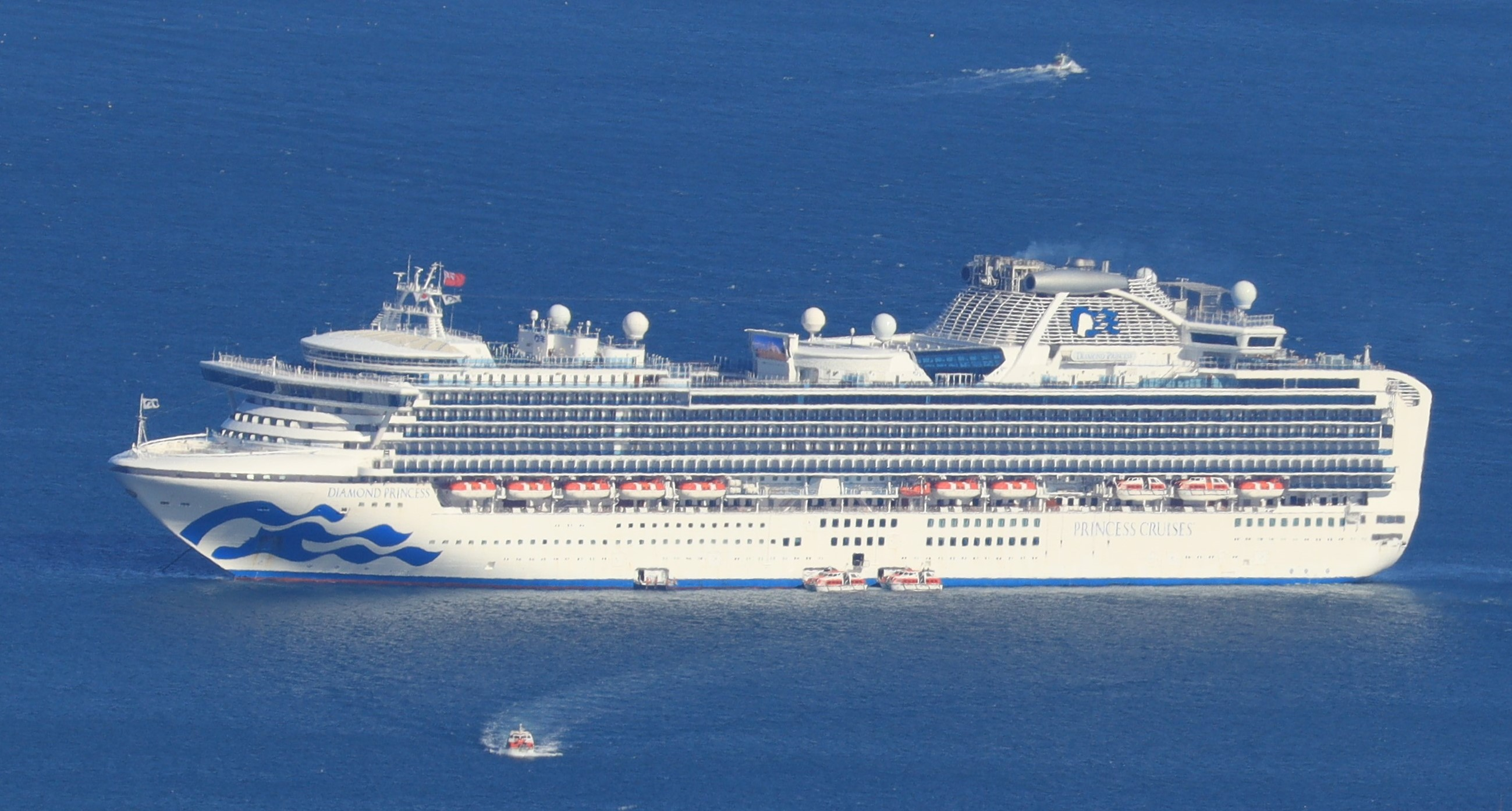
Diamond Princess på redden utanför Toba, i Japan.

Kryssningsfartyget Diamond Princess var det första fartyget med ett större utbrott av covid-19. Fartyget, som hade mer än 3 500 personer ombord, sattes i karantän i Yokohamas hamn under flera veckor från 4 februari 2020. Mer än 700 personer smittades och 14 dog. Det var då det största utbrottet utanför Kina. Knappt hälften (45 %) av de smittade visade inga tecken på sjukdom.
I mitten av mars hade smitta upptäckts på 25 fartyg och två månader senare var siffran 40. På grund av risk för smittspridning hindrades kryssningsfartyg från att lägga till i många hamnar och flera tvingades tillbringa lång tid till sjöss innan passagerarna slutligen kunde lämna dem. Personalen tvingades ofta stanna ombord och i mitten av juni 2020 beräknades mer än 40 000 besättningsmän vara kvar på kryssningsfartygen.
Den 15 april 2020 förbjöds all kryssningstrafik i amerikanskt vatten och rederierna lade verksamheten i malpåse. Under sommaren 2020 återupptog några utländska rederier kryssningstrafik i liten skala. Norska   Hurtigruten tvingades dock lägga ner alla kryssningar igen efter ett utbrott av covid-19 i slutet av juli månad.